# McCall (Idaho)
McCall é uma cidade localizada no estado americano de Idaho, no Condado de Valley.

## Demografia
Segundo o censo americano de 2000, a sua população era de 2084 habitantes.
Em 2006, foi estimada uma população de 2567, um aumento de 483 (23.2%).

## Geografia
De acordo com o United States Census Bureau tem uma área de
17,2 km², dos quais 15,3 km² cobertos por terra e 1,9 km² cobertos por água. McCall localiza-se a aproximadamente 1554 m acima do nível do mar.

## Localidades na vizinhança
O diagrama seguinte representa as localidades num raio de 60 km ao redor de McCall.